# 聖克魯斯德科卡查克拉區
11°54′40″S 76°32′27″W / 11.9112°S 76.5409°W
聖克魯斯德科卡查克拉區（西班牙語：Distrito de Santa Cruz de Cocachacra），是秘魯的一個區，位於該國中南部利馬大區的瓦羅奇里省，始建於1959年10月29日，面積41.5平方公里，海拔高度1,426米，2005年人口2,194，人口密度每平方公里53人。